# Sofia Johansdotter (Gyllenhielm)

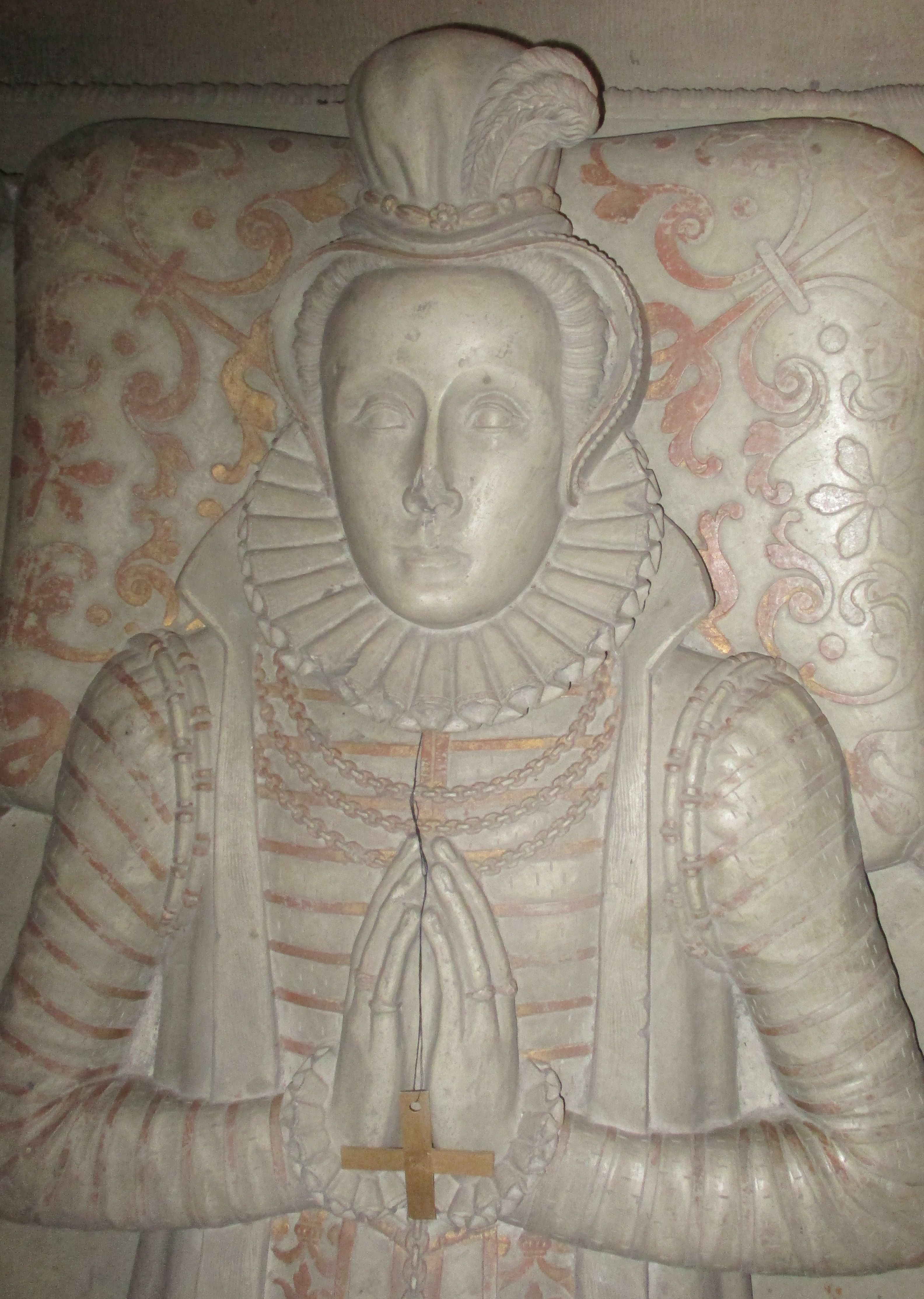
Gyllenhielm enligt gravmonument gjort av Arent Passer 1595.

Sofia Johansdotter (Gyllenhielm), född 1556 eller 1559, död 1583 i Reval (nuvarande Tallinn), var en frillodotter till kung Johan III av Sverige och Katarina Hansdotter. Hon är anmoder till flera svenska högadliga släkter.

## Biografi
Sofia växte upp i Finland, där modern var bosatt. Hon och hennes bror fråntogs moderns vårdnad vid faderns giftermål och de växte sedan upp hos fadern och styvmodern Katarina Jagellonica. Under deras fars fångenskap på Gripsholm omhändertogs de av Jöran Persson och hans fru Anna Andersdotter. Katarina Jagellonica ska ha försökt köpa tillbaka dem med en guldkedja, som Persson tog emot utan att överlämna barnen.
År 1576 blev hon uppvaktande hovjungfru hos prinsessan Elisabet Vasa. Samma år trolovades hon med Pontus De la Gardie. Sofia adlades Gyllenhielm 1577 samtidigt som systern Lucretia och brodern Julius. Brodern kallades från det året ofta Gyllenhielm, medan Sofia och systern omväxlande använde det namnet och deras patronymikon Johansdotter. Hon tjänstgjorde vid sin fars hov tills hon 14 januari 1580 gifte sig med den från Frankrike invandrade friherren Pontus De la Gardie. Vigseln ägde rum i Vadstena klosterkyrka.
Bröllopet var praktfullt med många gäster. Under vigseln gick en fullsatt läktare sönder i kyrkan, och en person omkom, vilket fick närvarande katoliker att tyda detta som en Guds straffdom över kättarna. Hon åtföljde maken till Estland (1581), där hon dog i Reval. Dödsorsaken uppges vara död i barnsäng. Hon är begravd i Tallinns domkyrka till höger om koret i den treskeppiga katedralen. Gravmonumentet är utfört av bildhuggaren Arent Passer och på sarkofagens lock är hon avbildad i en spetskragad klänning.

## Barn
1. Brita De la Gardie (Pontusdotter) (1581–1645). Gift Jesper Matsson Krus av Edeby och Gabriel Gustafsson Oxenstierna av Eka.
2. Johan Pontusson De la Gardie (1582–1642)
3. Jakob De la Gardie (1583–1652), (Pontusson)